# Граборенко Ельвіра Володимирівна
Ельвіра Володимирівна Граборенко (дошлюбне прізвище — Герман; нар.9 січня 1997, Мінськ, Білорусь) — білоруська легкоатлетка, що спеціалізується в бар'єрному бігу. Чемпіонка Європи (2018) в бігу на 100 метрів з бар'єрами.

## Біографія
Срібний призер літніх юнацьких Олімпійських ігор 2014 року в Нанкіні в бігу на 100 метрів з бар'єрами з результатом 13,38.
Чемпіонка Європи серед юніорів 2015 року в Еськильстуна в бігу на 100 метрів з бар'єрами з результатом 13,15.
Чемпіонка світу серед юніорів 2016 року в Бидгощі в бігу на 100 метрів з бар'єрами з результатом 12,85.
Чемпіонка Європи 2018 року в Берліні в бігу на 100 метрів з бар'єрами з результатом 12,67, стала наймолодшою чемпіонкою Європи в цій дисципліні.
За підсумками сезону 2018 року встановила національний рекорд для атлетів до 23 років (12,64) і стала переможцем проведеної Європейської легкоатлетичної асоціацією премії Golden tracks в номінації «Висхідна зірка».
Є студенткою спортивно-педагогічного факультету масових видів спорту БДУФК.

## Основні результати
| Рік  | Змагання                       | Місце проведення           | Дисципліна        | Місце | Результат |
| ---- | ------------------------------ | -------------------------- | ----------------- | ----- | --------- |
| 2014 | Літні Юнацькі Олімпійсбкі ігри | Нанкін, Китай              | 100 м з бар'єрами | 2     | 13,38     |
| 2015 | Чемпіонат Європи серед юніорів | Ескільстуна, Швеція        | 100 м з бар'єрами | 1     | 13,15     |
| 2016 | Чемпіонат Європи               | Амстердам, Нідерланди      | 100 м з бар'єрами | 16    | 13,18     |
| 2016 | Чемпіонат Світу серед юніорів  | Бидгощ, Польща             | 100 м з бар'єрами | 1     | 12,85     |
| 2017 | Чемпіонат Європи в приміщенні  | Белград, Сербія            | 60 м з бар'єрами  | 11    | 8,57      |
| 2017 | Чемпіонат Європи серед молоді  | Бидгощ, Польща             | 100 м з бар'єрами | 2     | 12,95     |
| 2017 | Чемпіонат світу                | Лондон, Велика Британія    | 100 м з бар'єрами | 19    | 13,16     |
| 2017 | Літня Універсіада              | Тайбей, Тайвань            | 100 м з бар'єрами | 2     | 13,17     |
| 2018 | Чемпіонат світу в приміщенні   | Бірмінгем, Велика Британія | 60 м з бар'єрами  | 10    | 8,06      |
| 2018 | Чемпіонат Європи               | Берлін, Німеччина          | 100 м з бар'єрами | 1     | 12,67     |
| 2019 | Чемпіонат Європи в приміщенні  | Глазго, Велика Британія    | 60 м з бар'єрами  | 3     | 8,00PB    |
| 2019 | Чемпіонат Європи серед молоді  | Євле, Швеція               | 100 м з бар'єрами | 1     | 12,70     |
| 2019 | Чемпіонат світу                | Доха, Катар                | 100 м з бар'єрами | 9     | 12,78     |
| 2021 | Чемпіонат Європи в приміщенні  | Торунь, Польща             | 60 м з бар'єрами  | 10    | 8,07      |
| 2021 | Літні Олімпійські ігри         | Токіо, Японія              | 100 м з бар'єрами | 10пф  | 12,71     |